# Ойжанув-Товажиство
Ойжанув-Товажиство (пол. Ojrzanów-Towarzystwo) — село в Польщі, у гміні Жаб'я Воля Ґродзиського повіту Мазовецького воєводства.
Населення — 120 осіб (2011).
У 1975-1998 роках село належало до Скерневицького воєводства.

## Демографія
Демографічна структура станом на 31 березня 2011 року:
|          | Загалом | Допрацездатний вік | Працездатний вік | Постпрацездатний вік |
| -------- | ------- | ------------------ | ---------------- | -------------------- |
| Чоловіки | 66      | 11                 | 49               | 6                    |
| Жінки    | 54      | 7                  | 37               | 10                   |
| Разом    | 120     | 18                 | 86               | 16                   |